# برنهارد لويد
برنهارد لويد (بالألمانية: Bernhard Lloyd)‏ هو ملحن ألماني، ولد في 2 يونيو 1960 في مدينة إنجر في ألمانيا.

## وصلات خارجية
- برنهارد لويد على موقع IMDb (الإنجليزية)
- برنهارد لويد على موقع ميوزك برينز (الإنجليزية)
- برنهارد لويد على موقع أول ميوزيك (الإنجليزية)
- برنهارد لويد على موقع ديسكوغز (الإنجليزية)